# دیکانوویتسه
دیکانوویتسه (به چکی: Děkanovice) یک منطقهٔ مسکونی در جمهوری چک است که در ناحیه بنشوو واقع شده‌است.